# Peter Hickman
Peter John Hickman (* 8. April 1987 in Burton-upon-Trent) ist ein britischer Motorradrennfahrer.

## Leben und Wirken
Der auch als Hicky bekannte Hickman begann Anfang der 2000er-Jahre bei Rennserien für Jugendliche mit dem Motorsport. 2003 nahm er für das Hawk-Kawasaki-Team erstmals an Profirennen in der Klasse Supersport teil, später fuhr er auch in der Britischen Superstock- und Superbike-Meisterschaft. 2014 debütierte er bei Straßenrennen wie der Isle of Man TT. Den internationalen Durchbruch schaffte der in Louth lebende Rennfahrer 2015, als er auf BMW mit dem Ulster Grand Prix und dem Macau Grand Prix gleich zwei prestigeträchtige Veranstaltungen gewann. 2016 trat er mit Kawasaki und BMW und 2017 mit Triumph und BMW an. Auf der Letzteren erzielte Hickman seinen bisher bedeutendsten Sieg seiner Laufbahn 2018 bei der Isle of Man TT wo er einen neuen Rundenrekord aufstellte. Im Jahr 2019 war er mit drei Siegen der erfolgreichste Fahrer bei den TT. Beim Macao GP im selben Jahr wurde ihm durch die Rennleitung nachträglich der Sieg aberkannt und seinem Teamkollegen Michael Rutter zugesprochen. Hickman hatte zwar die Führung übernommen, doch unmittelbar vor dem Überholmanöver war das Rennen wegen eines Massensturz abgebrochen worden.

## Siegestatistik
| Jahr | Klasse              | Maschine | Rennen             |
| ---- | ------------------- | -------- | ------------------ |
| 2005 | Superstock Cup      | Kawasaki | Britischer Meister |
| 2015 | Superbike Rennen 2  | BMW      | Ulster Grand Prix  |
| 2015 | Solomotorrad        | BMW      | Macau Grand Prix   |
| 2016 | Solomotorrad        | BMW      | Macau Grand Prix   |
| 2017 | Supersport Rennen 1 | Triumph  | Ulster Grand Prix  |
| 2017 | Supersport Rennen 2 | Triumph  | Ulster Grand Prix  |
| 2017 | Superstock          | BMW      | Ulster Grand Prix  |
| 2018 | Supertwins Rennen 2 | BMW      | North West 200     |
| 2018 | Superstock Rennen 2 | BMW      | Isle of Man TT     |
| 2018 | Senior              | BMW      | Isle of Man TT     |
| 2018 | Supersport          | Triumph  | Ulster Grand Prix  |
| 2018 | Superbike           | BMW      | Ulster Grand Prix  |
| 2018 | Solomotorrad        | BMW      | Macau Grand Prix   |
| 2019 | Superstock Rennen 1 | BMW      | North West 200     |
| 2019 | Superbike           | BMW      | Isle of Man TT     |
| 2019 | Supersport Rennen 2 | Triumph  | Isle of Man TT     |
| 2019 | Superstock          | BMW      | Isle of Man TT     |
| 2019 | Supersport Rennen 1 | Triumph  | Ulster Grand Prix  |
| 2019 | Supersport Rennen 2 | Triumph  | Ulster Grand Prix  |
| 2019 | Supersport Rennen 3 | Triumph  | Ulster Grand Prix  |
| 2019 | Superstock          | BMW      | Ulster Grand Prix  |
| 2019 | Superbike Rennen 1  | BMW      | Ulster Grand Prix  |
| 2019 | Superbike Rennen 2  | BMW      | Ulster Grand Prix  |
| 2019 | Superbike Rennen 3  | BMW      | Ulster Grand Prix  |
| 2022 | Superbike           | BMW      | Isle of Man TT     |
| 2022 | Superstock          | BMW      | Isle of Man TT     |
| 2022 | Supertwin           | BMW      | Isle of Man TT     |
| 2022 | Senior              | BMW      | Isle of Man TT     |
| 2023 | Supertwin Rennen 2  | Yamaha   | Isle of Man TT     |
| 2023 | Superstock Rennen 1 | BMW      | Isle of Man TT     |
| 2023 | Superstock Rennen 2 | BMW      | Isle of Man TT     |
| 2023 | Senior              | BMW      | Isle of Man TT     |
| 2023 | Solomotorrad        | BMW      | Macau Grand Prix   |
| 2024 | Superbike           | BMW      | Isle of Man TT     |